# Selachophidium guentheri
Selachophidium guentheri är en fiskart som beskrevs av Gilchrist, 1903. Selachophidium guentheri ingår i släktet Selachophidium och familjen Ophidiidae. Inga underarter finns listade i Catalogue of Life.